# Колцун Катерина Василівна
Катерина Василівна Колцун (нар. 24 квітня 1930, село Павлове Ярославського повіту, тепер Польща — ?) — українська радянська діячка, новатор сільськогосподарського виробництва, доярка колгоспу імені Жданова Теребовлянського району Тернопільської області. Герой Соціалістичної Праці (26.02.1958). Депутат Верховної Ради УРСР 6-го скликання.

## Біографія
Народилася у бідній селянській сім'ї. У 1945 році була разом із родиною переселена із Польщі до села Підгайчики Теребовлянського району Тернопільської області.
З 1947 року — робітниця, ланкова, пташниця радгоспу «Підгайчики» села Підгайчики Теребовлянського району Тернопільської області. З 1951 року — доярка, завідувач ферми колгоспу імені Жданова села Підгайчики Теребовлянського району Тернопільської області.
Закінчила заочно Теребовлянську середню школу і Бучацький сільськогосподарський технікум Тернопільської області.
Член КПРС з 1955 року.
Обиралася головою виконавчого комітету Підгайчицької сільської ради депутатів трудящих Теребовлянського району Тернопільської області.
Потім — на пенсії у селі Підгайчики Теребовлянського району Тернопільської області.

## Нагороди
- Герой Соціалістичної Праці (26.02.1958)
- орден Леніна (26.02.1958)
- орден Жовтневої Революції
- орден «Знак Пошани»
- медаль «За трудову доблесть»
- золоті, срібні та бронзові медалі Всесоюзної виставки досягнень народного господарства СРСР